# Prizren
Prizren en est une ville et une commune dans le sud du Kosovo. Elles font partie district de Prizren. En 1991, la commune/municipalité comptait 175 413 habitants, dont une majorité relative d'Albanais. En 2009, la population de la commune/municipalité était estimée par l'OSCE à 240 000 habitants. Selon le recensement kosovar de 2011, la commune compte 178 112 habitants.

## Géographie
Prizren est située aux pieds d'une vallée, ce qui lui offre un climat sec en hiver et une chaleur agréable en été.

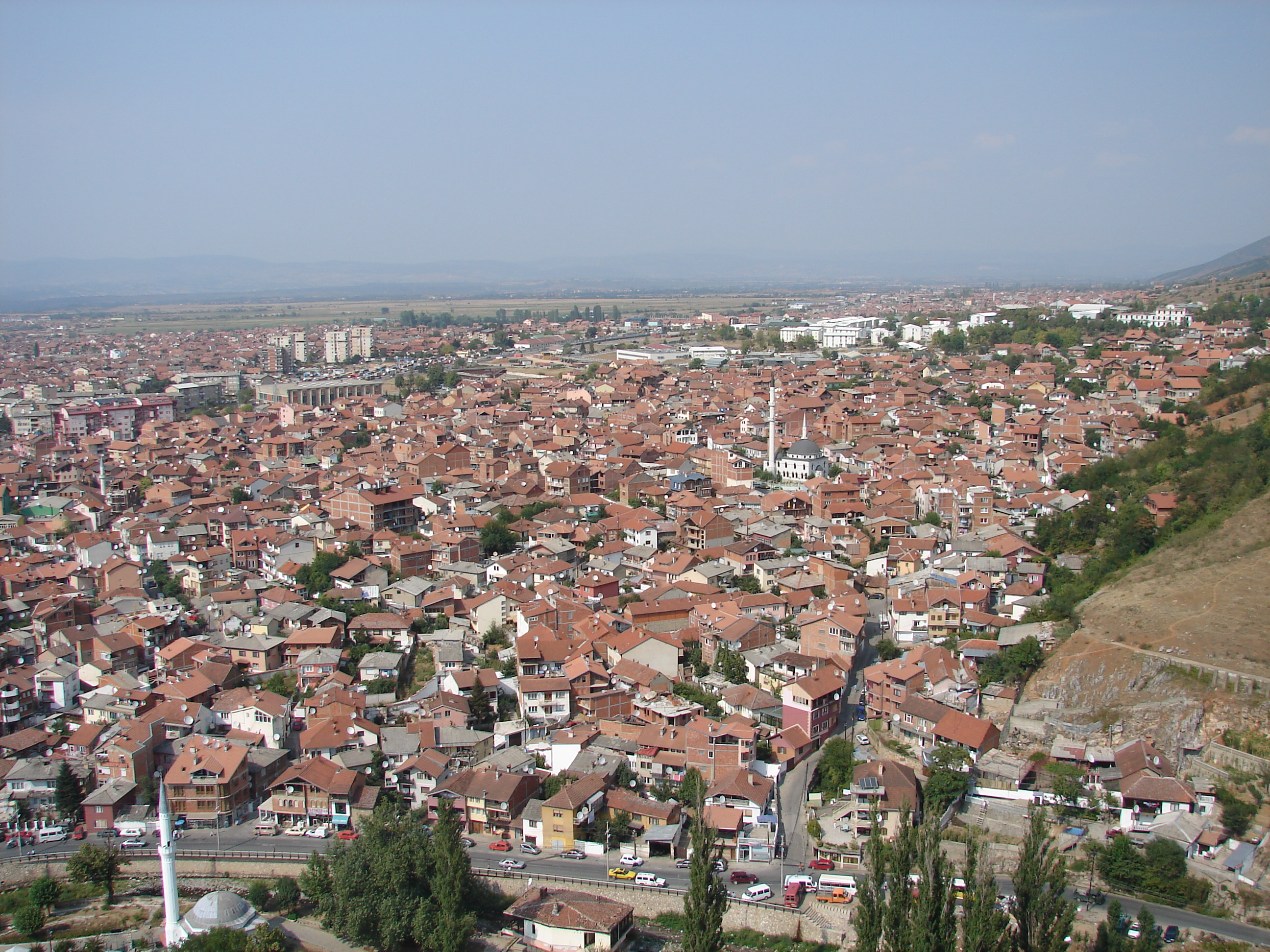
Vue générale de Prizren

## Histoire
Dans l'antiquité la ville était connue sous le nom de Theranda et  habitée par les Dardans, Dardanes ou Dardaniens. La ville actuelle de Prizren est mentionnée pour la première fois en 1019.
Le 10 juin 1878 à Prizren a lieu la réunion (La Ligue de Prizren) des  300 représentants des territoires albanais ainsi que des représentants de Bosnie et du sandjak.

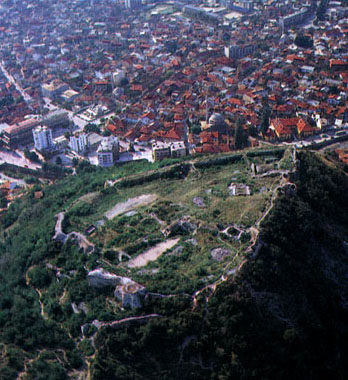
Vue aérienne de la forteresse de Prizren

## Localités

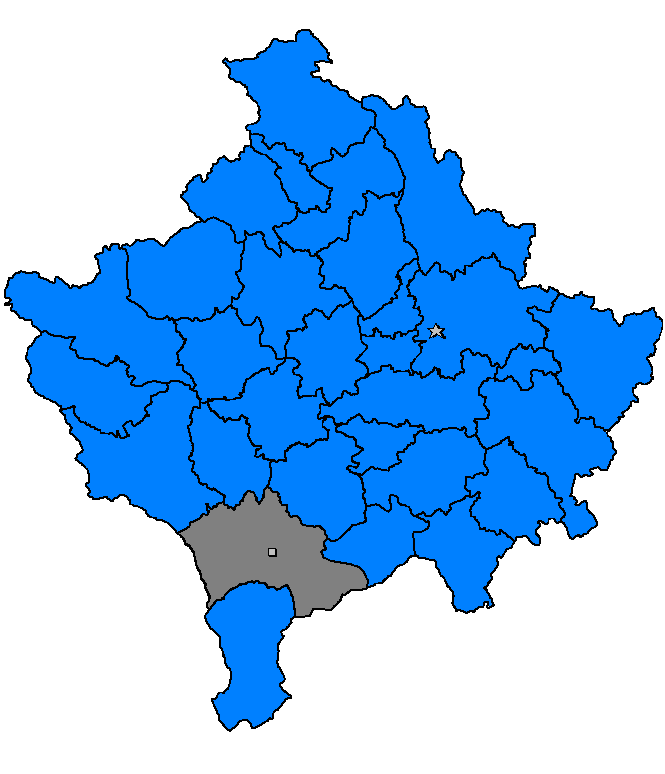
Localisation de la commune/municipalité de Prizren au Kosovo

La commune/municipalité de Prizren comprend les localités suivantes :
| - Atmagjë - Bellobradë - Billushë - Blaç - Breznë - Brodosanë - Brrut - Buçë - Buzez - Caparc - Dedaj - Dobrushtë - Dojnicë - Drajçiq - Arban/Lagja Arban - Gërnçar - Gjonaj - Gornjasellë - Gorozhup - Grazhdanik - Hoçë e Qytetit - Jabllanicë - Jeshkovë - Kabash | - Kabash i Hasit - Kapër - Karashëngjergj - Kobajë - Kojushë - Korishë - Kosavë - Krajk - Krushë e Vogël - Kuk - Kuklibeg - Kushnin - Kushtendil - Landovicë - Leskovec - Lez - Llokvicë - Lubiçevë - Lubinjë e Epërme - Lubinjë e Poshtme - lubizhdë - Lubizhdë e Hasit - Lukinjaj - Lutogllavë | - Malësi e Re - Mamuşa - Manastiricë - Mazrek - Medvec - Milaj - Muradem - Mushnikovë - Nashec - Nebregoshtë - Novak - Novosellë - Petrovë - Piranë - Plavë - Pllajnik - Pllanejë - Pllanjan - Poslishtë - Pouskë - Prizren - Randobravë - Reçan - Romajë | - Rrenc - Sërbicë e Epërme - Sërbicë e Poshtme - Shajnë - Shkozë - Shpenadi - Skorobishtë - Smaq - Struzhë - Trepetnicë - Tupec - Velezhë - Vërbiçan - Vërmic - Vlashnjë - Xërxë - Zaplluzhë - Zgatar - Zhivinjan - Zhur - Zojz - Zym - Zym i Opojës |

## Démographie

### Commune/Municipalité
| Démographie |          |       |            |      |        |      |        |      |                            |      |        |      |         |
| Année | Albanais | %     | Bosniaques | %    | Serbes | %    | Turcs  | %    | Roms,Ashkali et égyptienne | %    | Autres | %    | Total   |
| 1991 | 132 591  | 75,6  | 19 423     | 11,1 | 10950  | 6,2  | 7 227  | 4,1  | 3 963                      | 2,3  | 1 259  | 0,7  | 175 413 |
| 1998 | n.c.     | n.c.  | 38 500     | n.c. | 8 839  | n.c. | 12 250 | n.c. | 4 500                      | n.c. | n.c.   | n.c. | n.c.    |
| Janv. 2000 | 181 531  | 76,9  | 37 500     | 15,9 | 258    | 0,1  | 12 250 | 5,2  | 4 500                      | 1,9  | n.c.   | n.c. | 236 000 |
| 2011 | 145 718  | 81,96 | 16 896     | 9,5  | 237    | 0,13 | 9 091  | 5,11 | 4 417                      | 2,48 | 1,422  | 0.8  | 177 781 |
| Sources. Pour 1991 : Recensement yougoslave. Pour les autres années, les chiffres sont des estimations.Pour 2011 : Recensement du Kosovo. Réf. : OSCE |          |       |            |      |        |      |        |      |                            |      |        |      |         |

## Religions
Prizren compte 35 mosquées. L'islam y est majoritaire, mais il existe aussi une communauté catholique assez notable et une petite communauté juive. Des Albanais ont été décorés de la médaille des Justes après avoir hébergé des Juifs pendant la Seconde Guerre mondiale. Il ne reste en revanche que quelques dizaines de Serbes, à la suite des pogroms de 2004, qui ont chassé la quasi-totalité des habitants serbes ; cette expulsion s'est accompagnée de l'incendie des églises orthodoxes de la ville ainsi que de la résidence de l'évêque. La cathédrale orthodoxe est depuis protégée par des militaires. La Turquie compte aussi des représentants et a financé le nouveau porche d'une mosquée, inauguré en 2010[réf. nécessaire].
L‘ anglais est la deuxième langue la plus parlée en raison de la jeunesse qui veut explorer la culture moderne mais qui aussi ont a faire avec beaucoup de tourisme ce que leur permet de pouvoir accueillir de touriste du monde entier, partout dans le pays la langue et très utilisé comme bien notamment dans la ville de Prizren. La troisième langue la plus parlée est le turc, puis vient l'allemand comme quatrième langue utilisée en raison de la présence d'anciens immigrés en Allemagne, de la présence de 2 000 Allemands dans le contingent de la KFOR et de touristes.

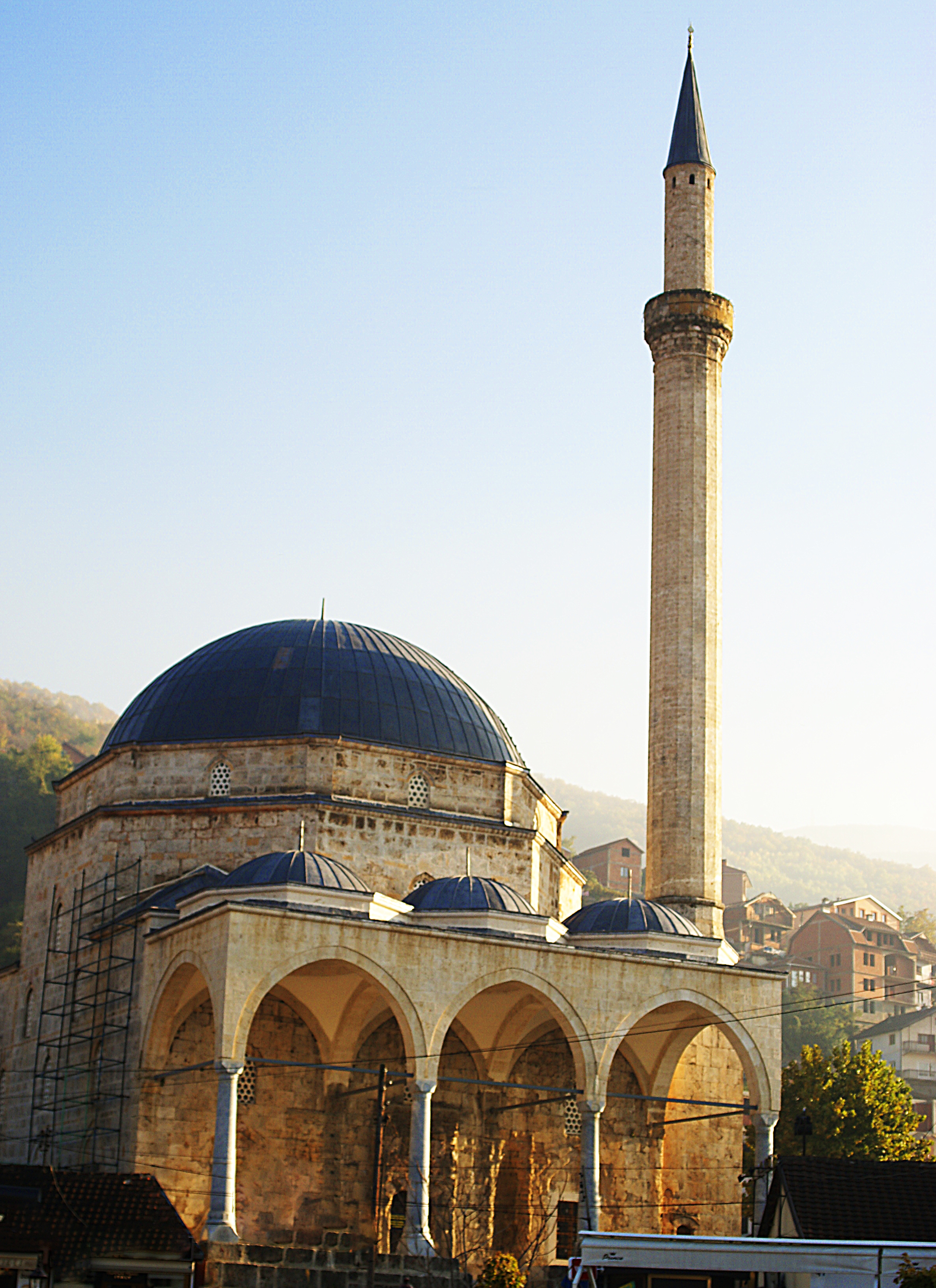
La mosquée de Sinan Pacha à Prizren
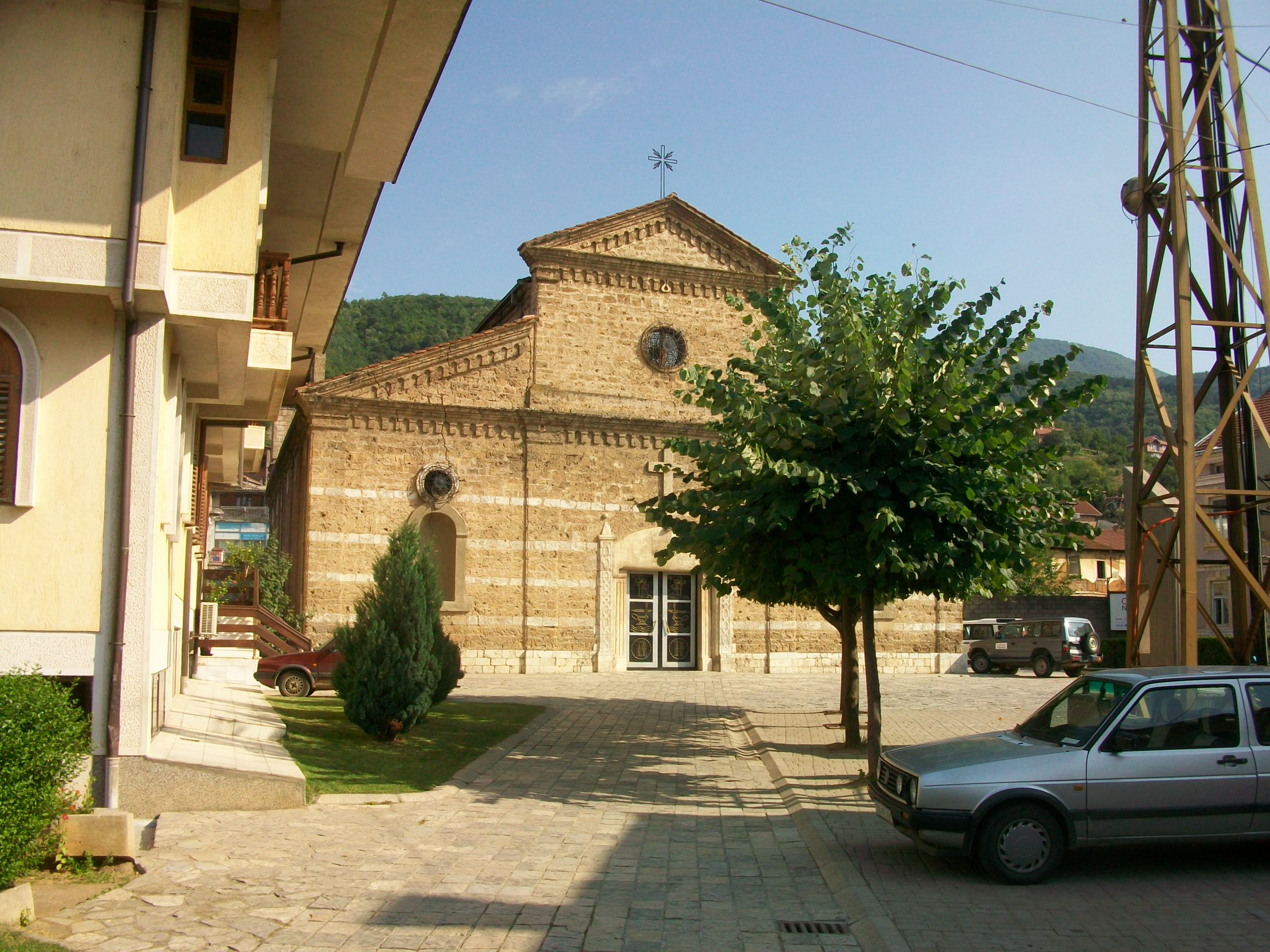
La cathédrale Notre-Dame-du-Perpétuel-Secours

## Politique
L'assemblée de Prizren compte 41 membres, qui, en 2007, se répartissaient de la manière suivante :
| Parti                                    | Sièges |
| ---------------------------------------- | ------ |
| Parti démocratique du Kosovo (PDK)       | 14     |
| Ligue démocratique du Kosovo (LDK)       | 10     |
| Alliance pour un nouveau Kosovo (AKR)    | 4      |
| Alliance pour le futur du Kosovo (AAK)   | 3      |
| Parti démocratique turc du Kosovo (KDTP) | 3      |
| Coalition VAKAT                          | 3      |
| Parti réformiste (ORA)                   | 2      |
| Ligue démocratique de Dardanie (LDD)     | 2      |
| Parti de la justice (en) (PD)            | 1      |
| Parti d'action démocratique (SDA)        | 1      |

Ramadan Muja, membre du PDK, a élu maire de la commune/municipalité.

## Architecture et monuments culturels

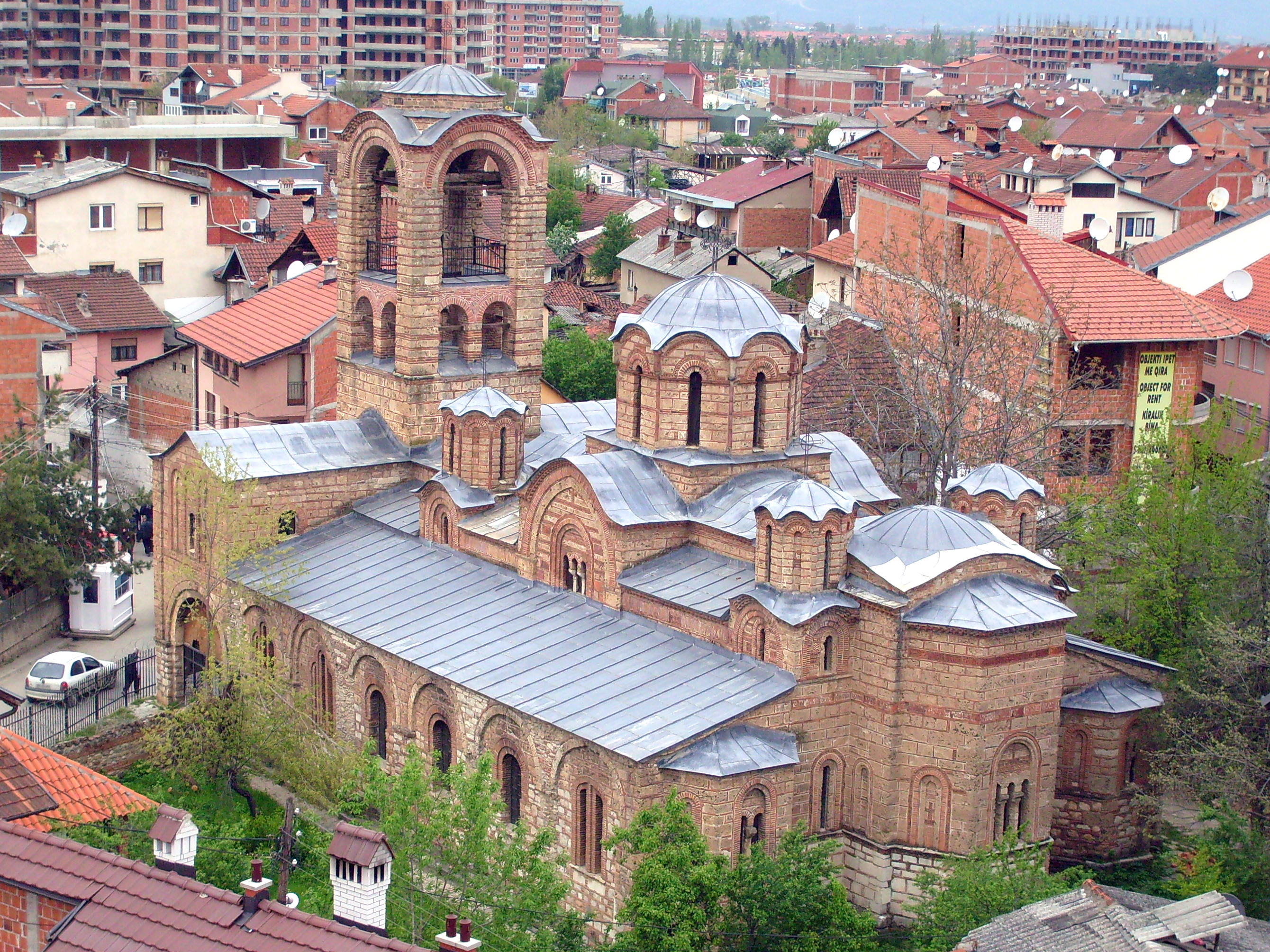
L'église de la Vierge de Leviša

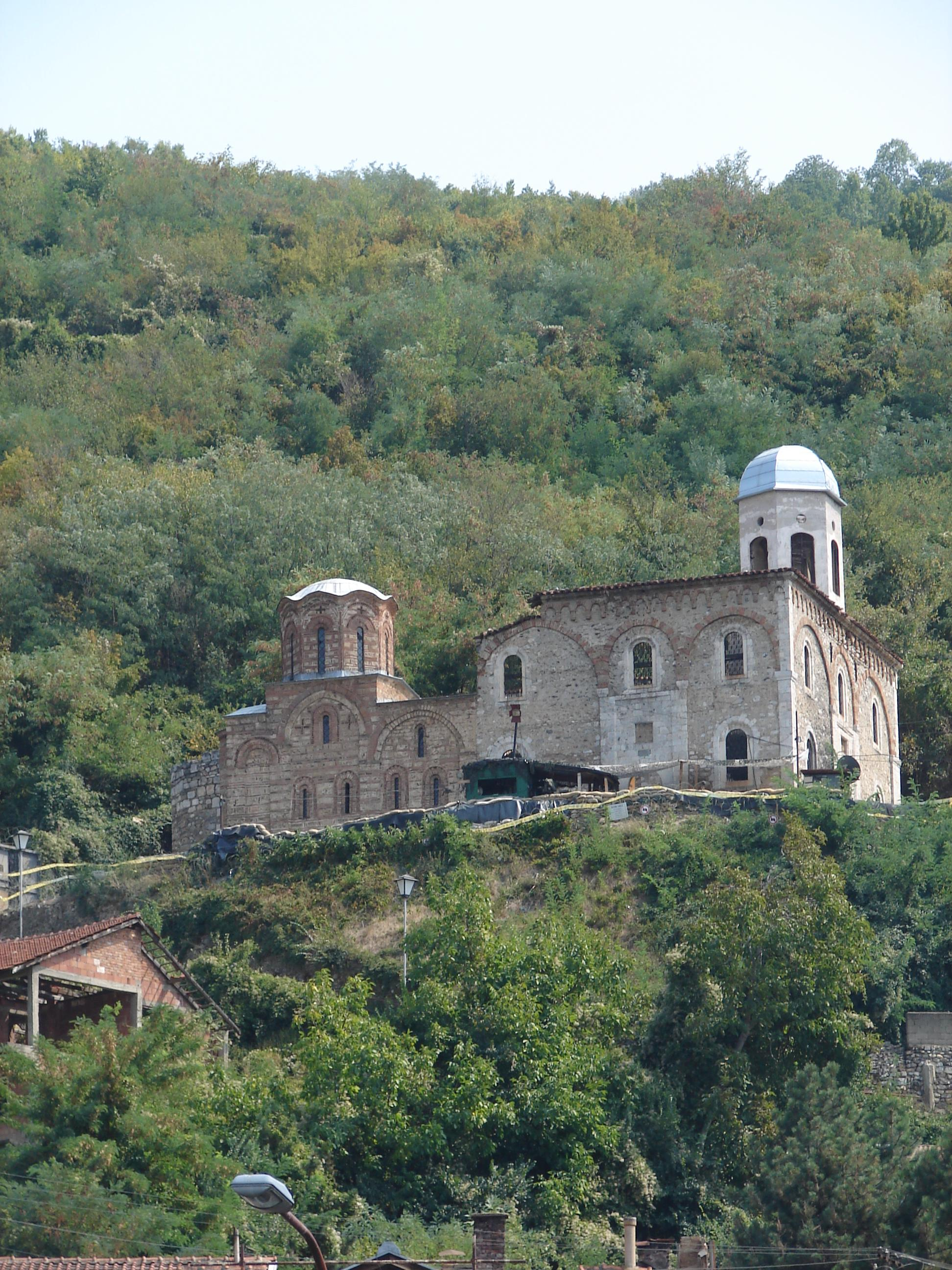
L'église du Saint-Sauveur

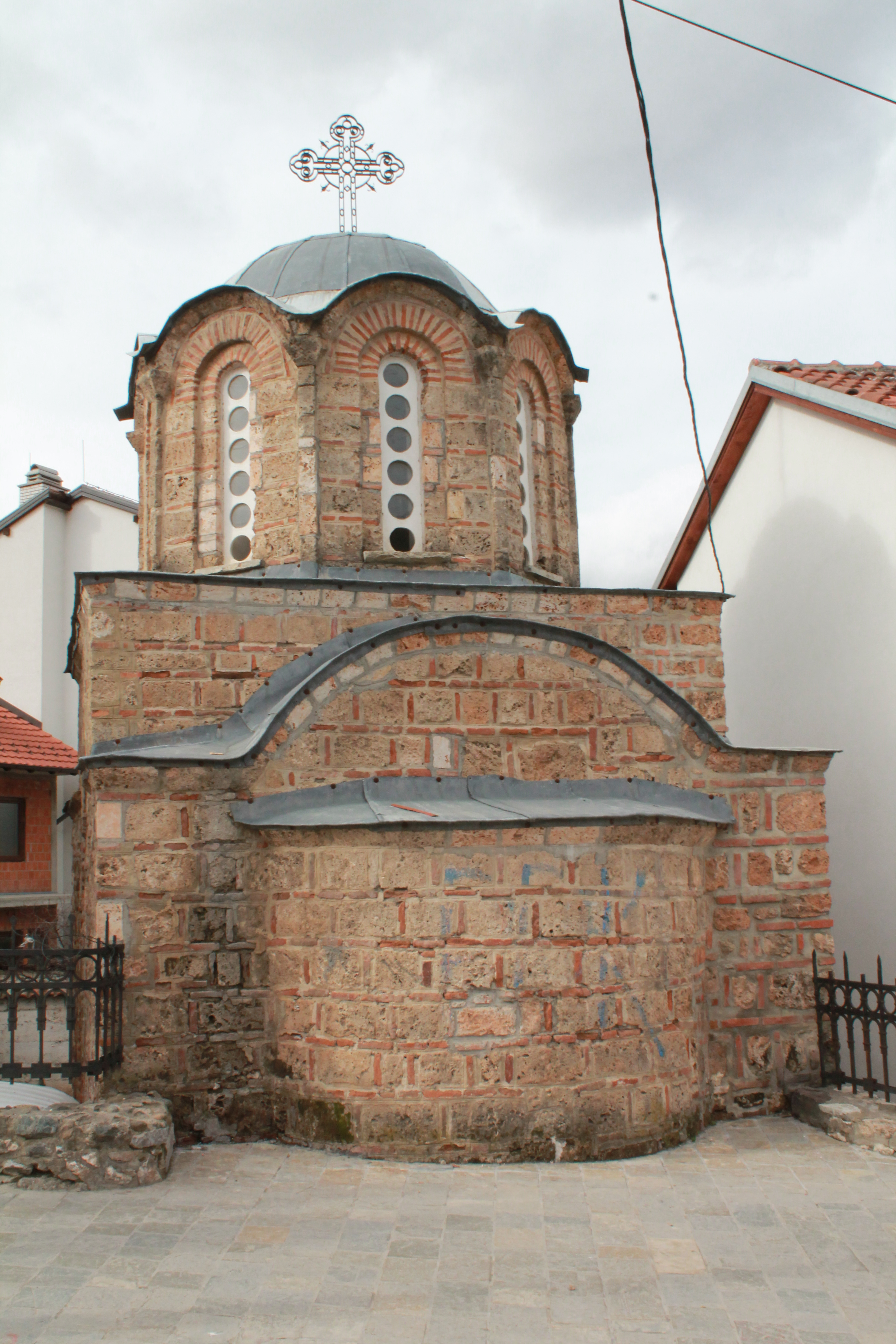
L'église Saint-Nicolas

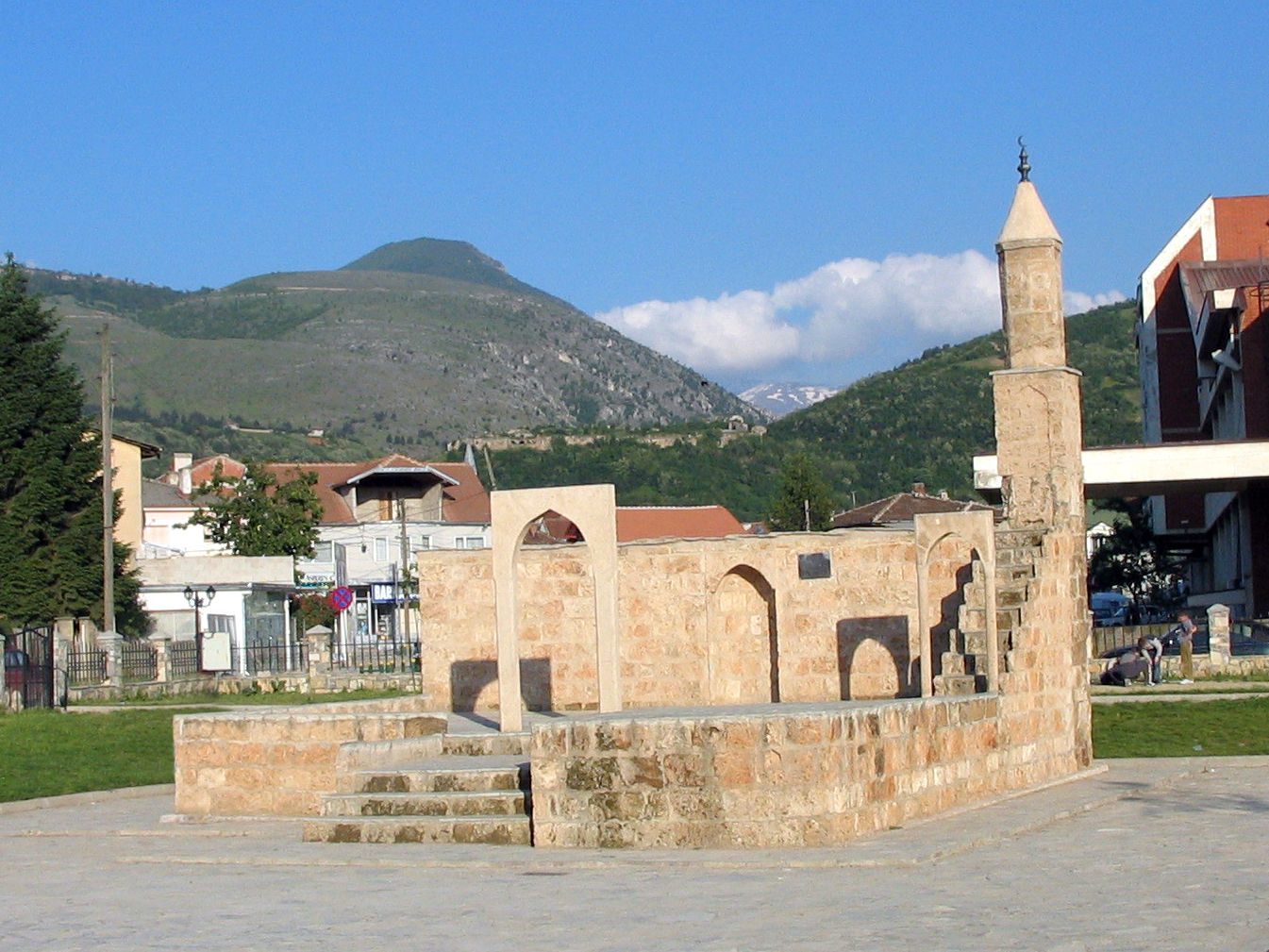
La mosquée Kërëk

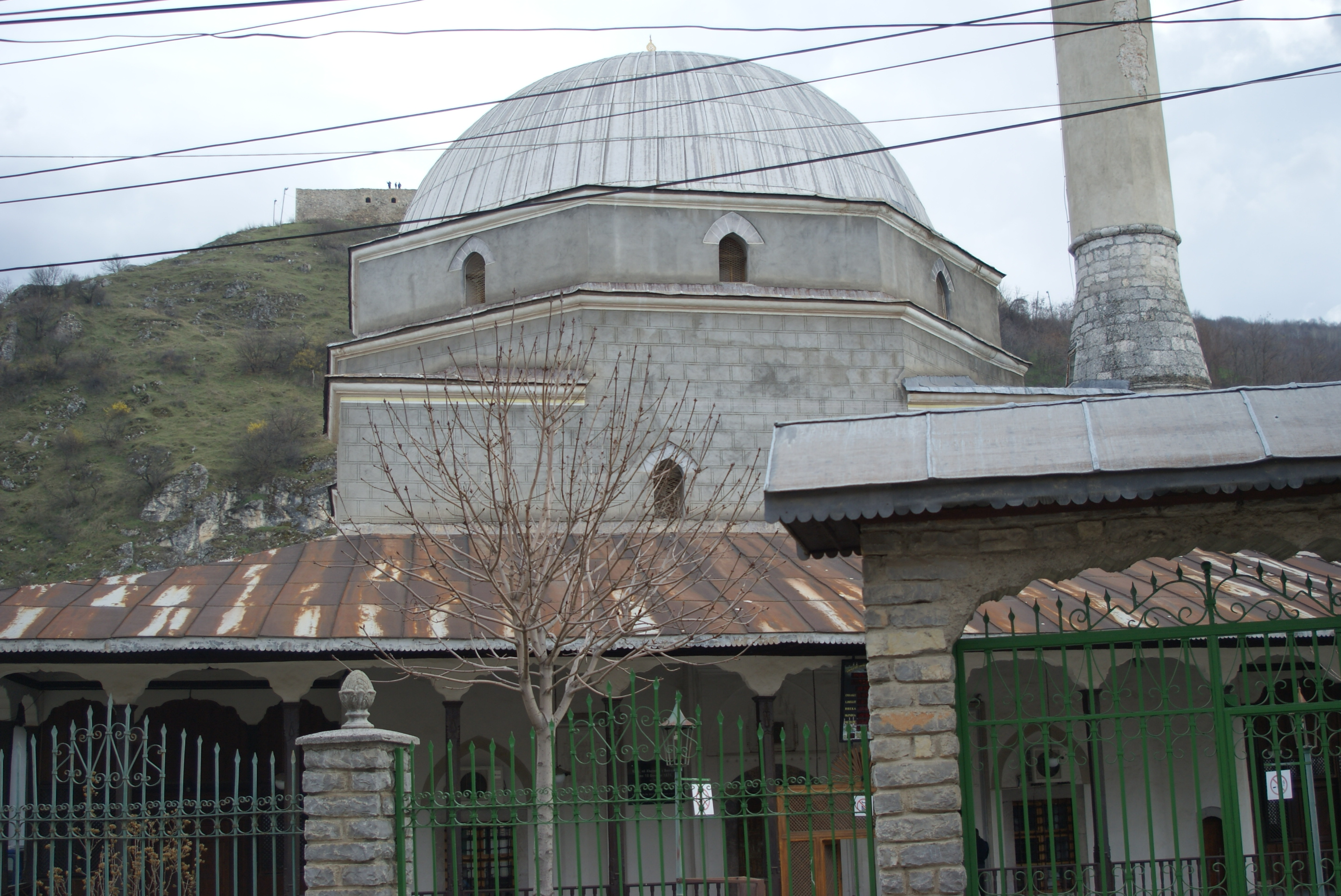
La mosquée de Gazi Mehmed Pacha

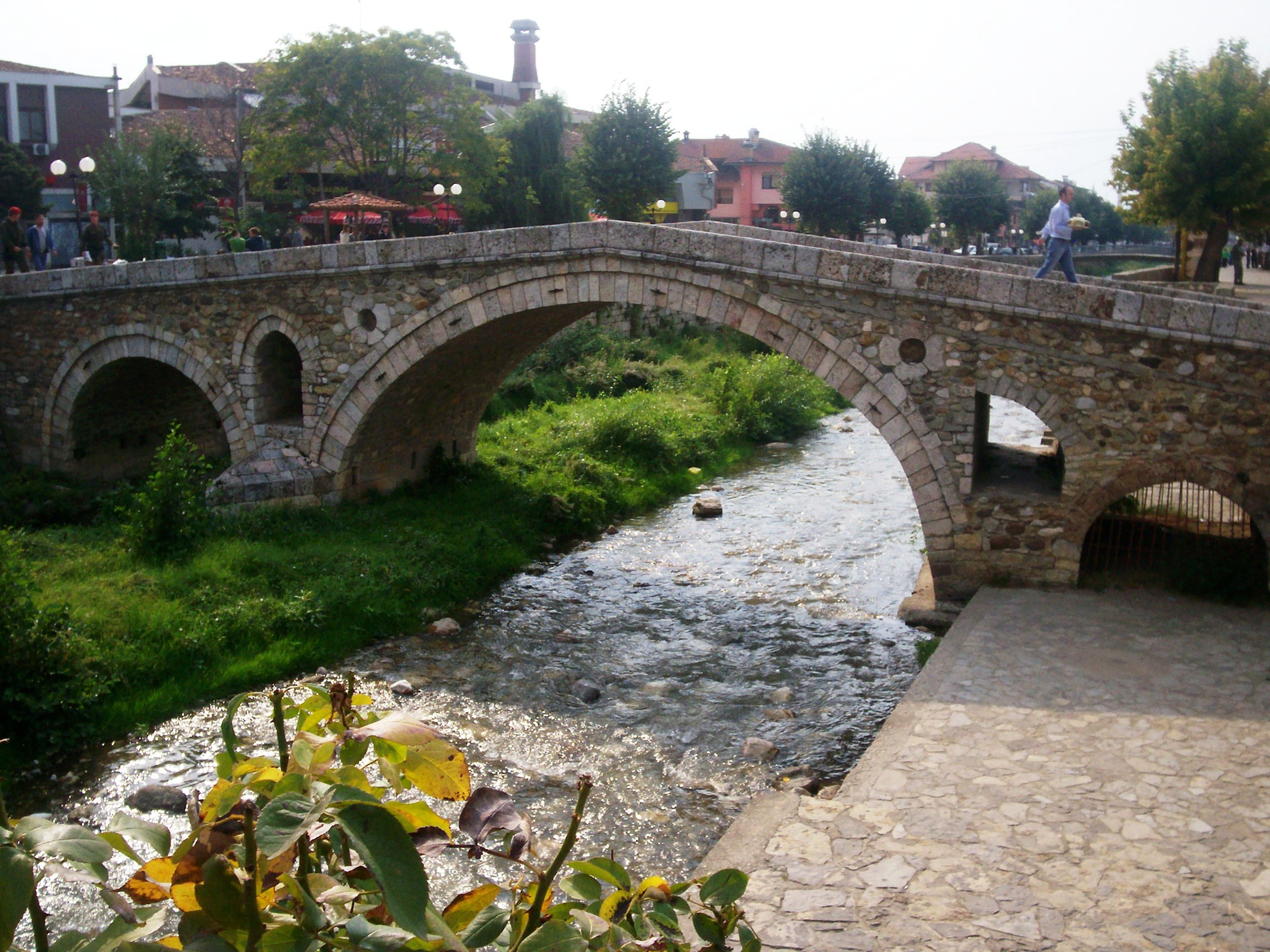
Le vieux pont de pierre

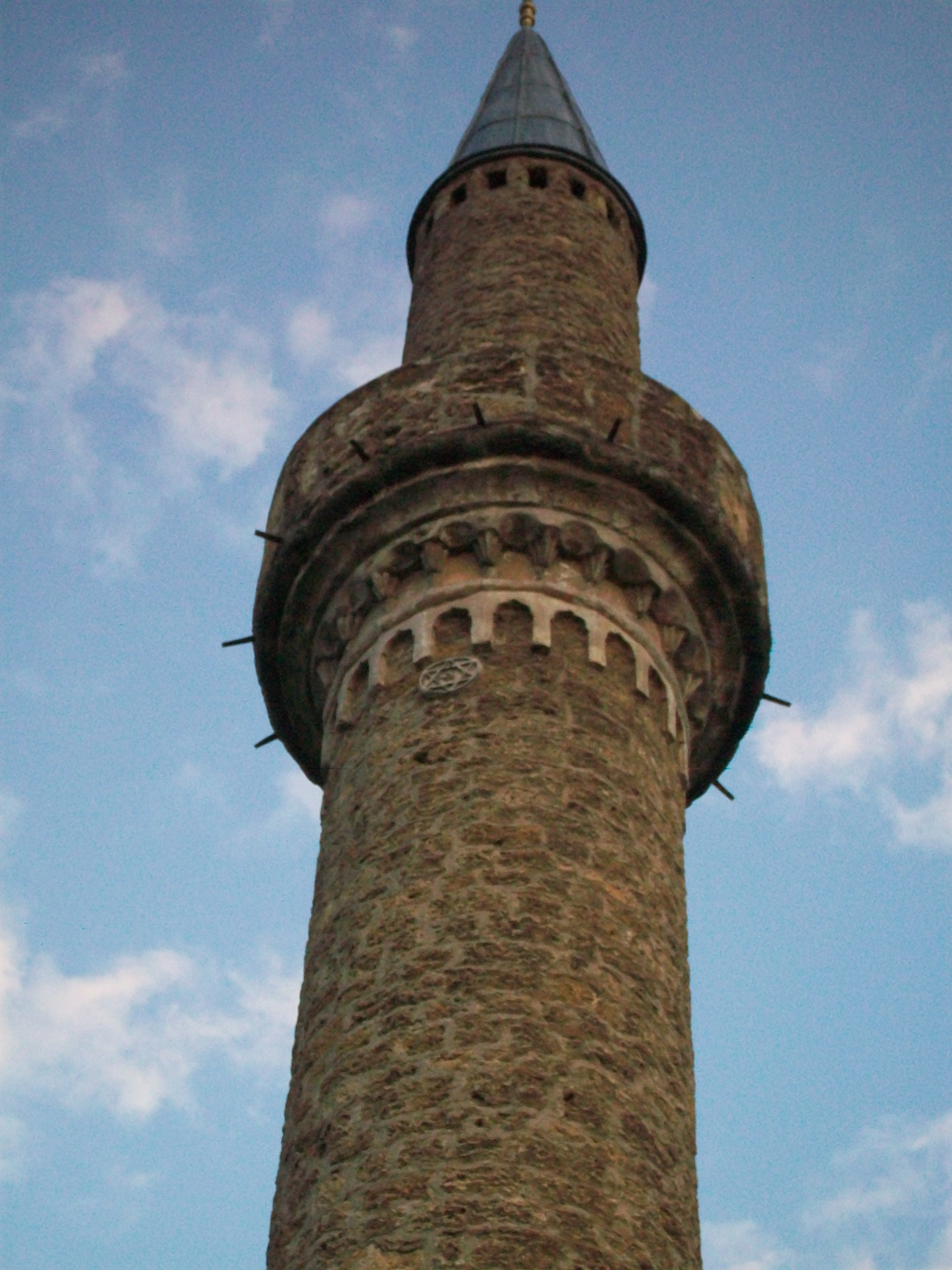
Le minaret de la mosquée Arasta

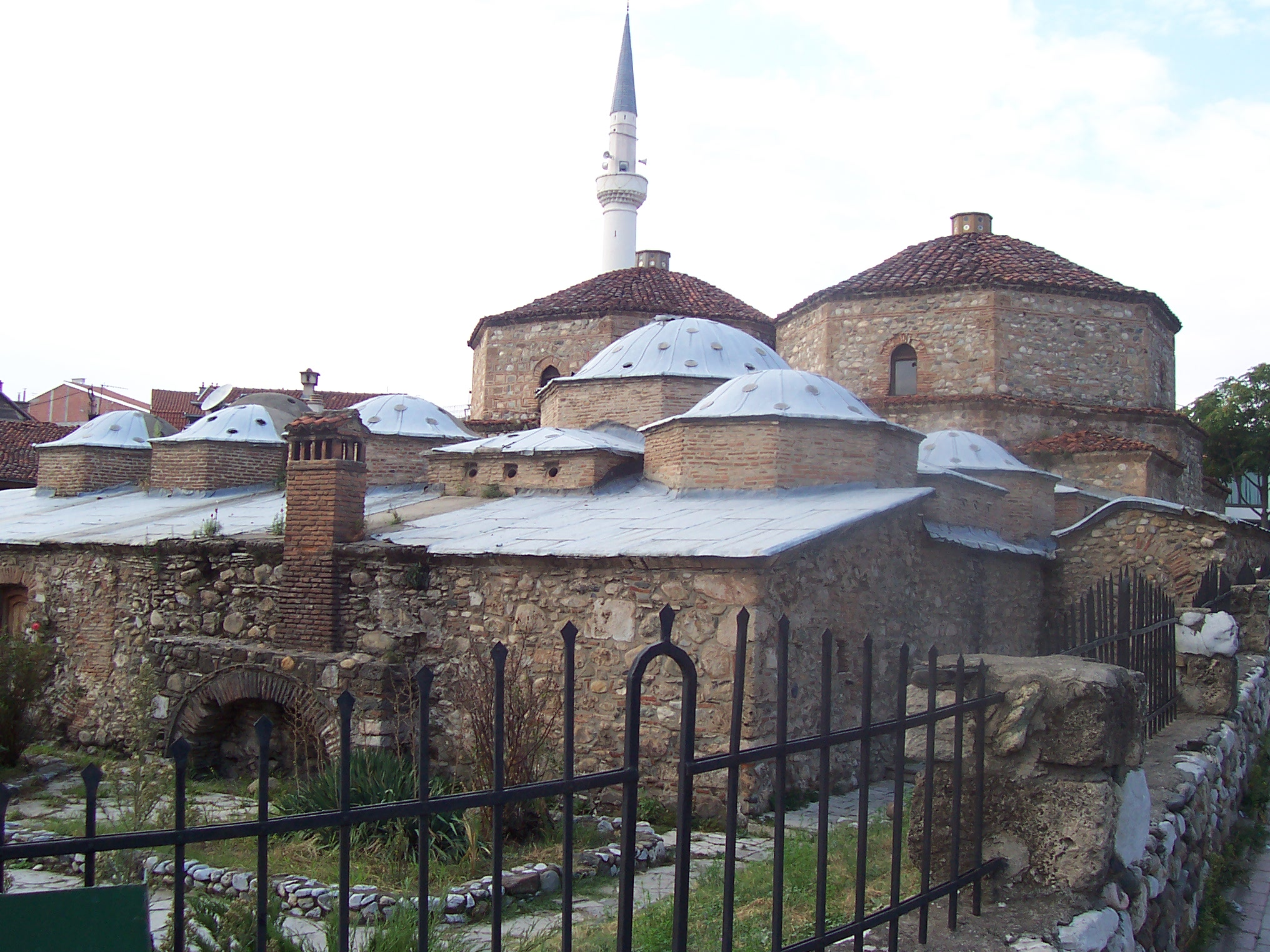
Le hammam de Gazi Mehmed Pacha

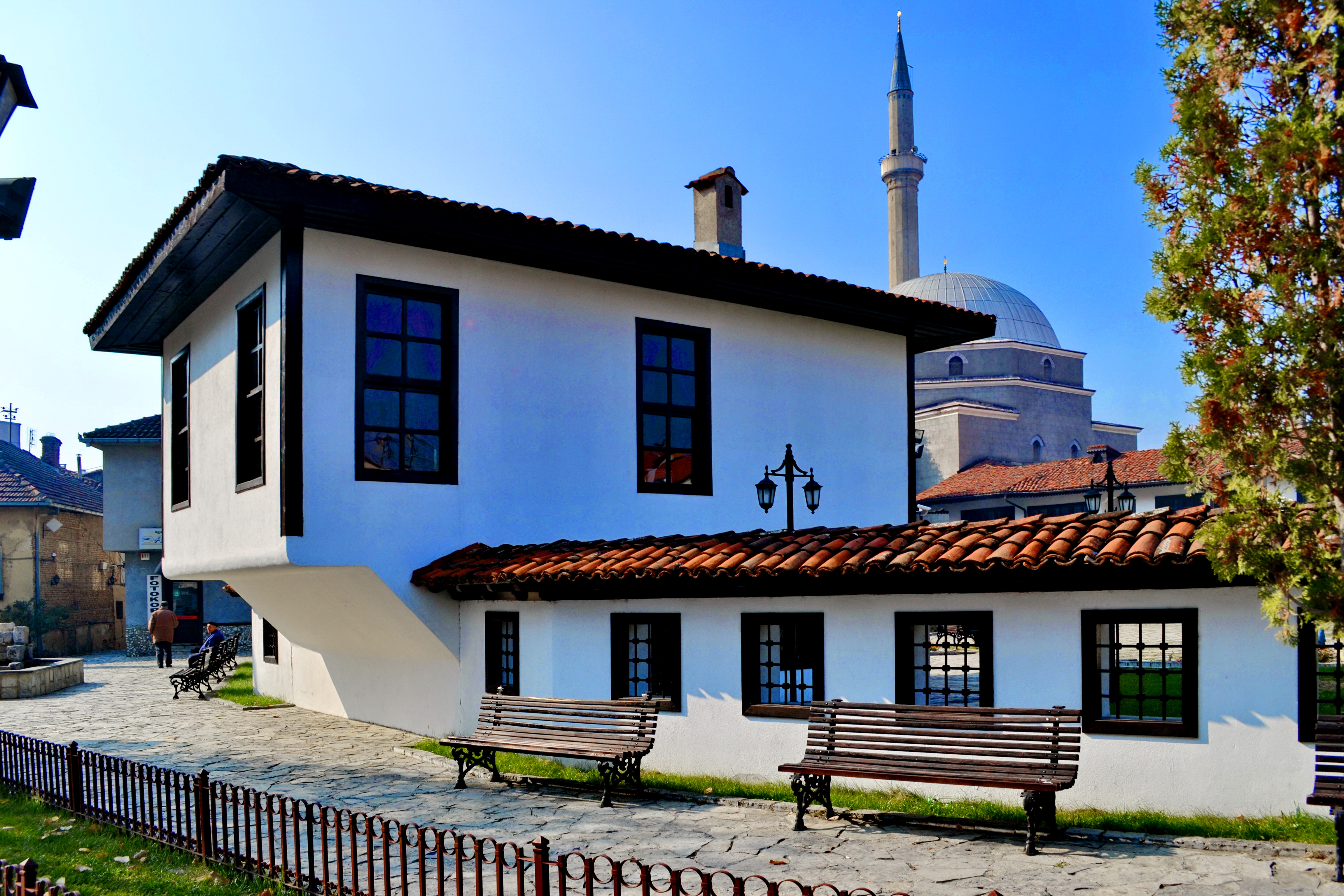
Le bâtiment de la Ligue de Prizren

Prizren est une ville dont le centre ancien abrite de nombreux monuments culturels.
- le vieux pont de pierre à l'embouchure de la rivière Lumbardhi/Bistrica (Moyen Âge)[7]
- la mosquée de Haxhi Ramadan (XVIIe siècle)[7]
- la mosquée de Haxhi Kasëm (XVIIe siècle)[7]
- la tekke de Tarikat Sinan (XVIIe siècle)[7]
- la mosquée de Terzi Mehmed Bey (1721)[7]
- le tombeau de Rufaive (XIXe siècle)[7]
- le tombeau de Kaderive (XIXe siècle)[7]
- le turbe de Tezqir baba (XIXe siècle)[7]
- le turbe de Dallgën baba (XIXe siècle)[7]
- la médersa de Sinan Pacha (XIXe siècle)[7]
- la maison d'Adem–aga Gjon (XIXe siècle)[7]
- la maison de la famille Fishekçiu (XIXe siècle)[7]
- la maison de la famille Pomaku (XIXe siècle)[7]
- la maison de la famille Myftiu (XIXe siècle)[7]
- la maison d'Ymer Prizren (XIXe siècle)[7]
- la maison de Destan Kabash (XIXe siècle)[7]
- la maison de Shani Efendi (XIXe siècle)[7]
- la maison d'Ismet Sokol (XIXe siècle)[7]
- la maison de la famille Rekathati (XIXe siècle)[7]
- la maison de Shemsedin Kirjatani (XIXe siècle)[7]
- une maison 16 rue Pushkatarëve (XIXe siècle)[7]
- la maison de la famille Arapi (XIXe siècle)[7]
- la maison de Jonuz Agallar (XIXe siècle)[7]
- la maison de la famille Ookqaboll (XIXe siècle)[7]
- la maison de la famille Agallari (XIXe siècle)[7]
- la maison de Zija Bey (XIXe siècle)[7]
- la maison de la famille Shpejti (XIXe siècle)[7]
- la maison de la famille Mijiq (XIXe siècle)[7]
- la maison de la famille Paçarizi (XIXe siècle)[7]
- la maison de la famille Perolli (XIXe siècle)[7]
- le bâtiment d'un vieux couvent (XIXe siècle)[7]
- l'église Saint-Pantaléon (XIXe siècle)[7]
- l'ensemble de Karabash (XIXe siècle)[7]
- le séminaire orthodoxe (XIXe-XXe siècles)[7]
- l'ensemble épiscopal (XIXe-XXe siècles)[7]

## Culture
Les habitants de Prizren ont une culture générale bien très élevé, des gens très accueillant ce qui fait partie de leur culture albanaise.

## Sport
A Prizren le sport est très pratiqué, ils sont très engagés dans basketball et football, ainsi qu‘une dizaine différents sports mais les équipes de basketball et football sont plus reconnues.

## Économie
L'économie de la commune/municipalité de Prizren est fondée sur l'agriculture, le commerce, la construction et l'agroalimentaire ; la plupart des entreprises de la région sont privatisées.

## Tourisme
En plus des richesses architecturales de la ville intra muros, la commune/municipalité abrite de nombreuses richesses architecturales.

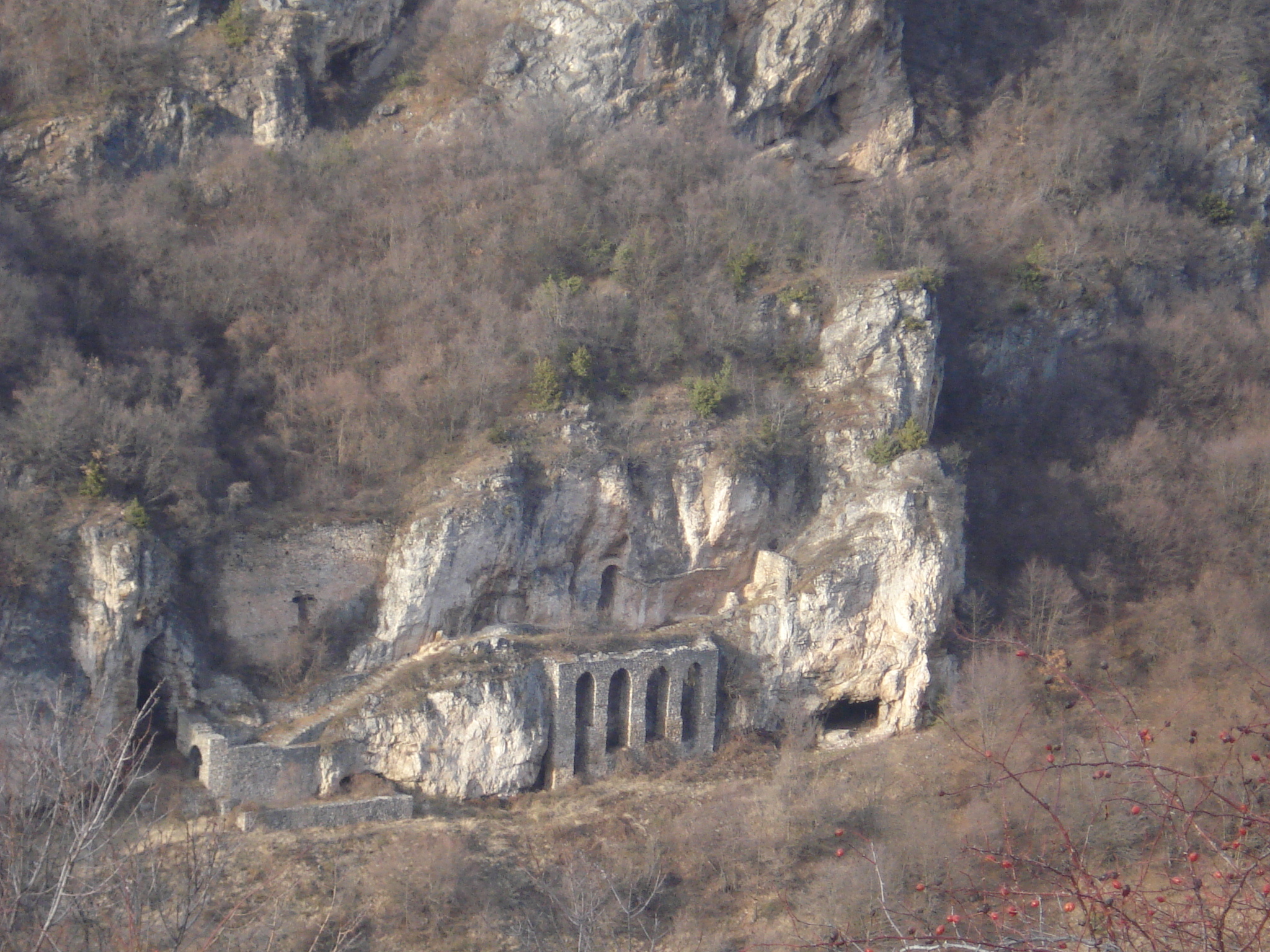
L'ermitage et monastère Saint Pierre-de-Korisha

- la nécropole dardanienne de Romajë (VIIIe-IIIe siècle av. J.-C.)
- les ruines de la forteresse de Kabash à Korishë (IIe-Ve siècles)
- l'ermitage et monastère Saint Pierre-de-Korishë à Korishë (XIIe siècle-XIIIe siècles)
- les ruines de l'église Saint-Nicolas de Korishë(XIVe siècle)
- les ruines de l'église Saint-Georges de Korishë(XIVe siècle)
- les ruines du monastère de Muzhlak à Korishë(XIVe siècle)
- les ruines de l'ruines de l'église de la Mère-de-Dieu-Immaculée de Korishë(XIVe siècle)
- le monastère et l'église Saint-Marc de Korishë (XIVe-XVIe siècles)
- l'ermitage de la pierre des moines à Billushë/Biluša (XIVe siècle)
- les ruines de l'église de Luga Mahala à Kabash (XIVe siècle)
- la tour horloge de Mahmud Pacha à Mamushë (XIXe siècle)[7]
- le moulin de Rexhep Shatri à Dedaj (XIXe siècle)[7]
- la tour d'Ismail Hodaj Poga à Krajk/Krajk (XIXe siècle)[7]
- la tour-résidence de Pjetër Prenk Palaj à Zym i Hasit (XIXe siècle)[7]
- la tour-résidence de Zef Lekaj à Zym/Zjum Has (XIXe siècle)[7]
- la tour-résidence de Tahir Reshit à Kojushë (XIXe siècle)[7]
- le tombeau de Sheh Beqa à Lukinjaj/Ljukinaj[7]
- le tombeau de Sheh Rexha à Lukinjaj/Ljukinaj[7]
- le turbe de Baba Hasan à Krushë e Vogël[7]

## Personnalités liées à la commune
- Almen Abdi, footballeur ;
- Ardian Kozniku, footballeur ;
- Arjan Beqaj, footballeur ;
- Bekim Fehmiu, acteur ;
- Bersant Celina, footballeur ;
- Duda Balje, personnalité politique ;
- Lek Kcira, footballeur ;
- Shaban Gashi, cinéaste ;
- Ukshin Hoti, personnalité politique, activiste ;
- Ymer Prizreni, personnalité politique ;
- Tayna, chanteuse

## Coopération internationale
Prizren est le siège de l'une des cinq cours de district entre lesquelles s'articule l'organisation judiciaire du Kosovo, et a reçu à ce titre la participation de juges internationaux des Nations unies, rendant la Justice avec les magistrats kosovars. C'était aussi le siège du commandement d'une des brigades de la KFOR (Kosovo Force) de l'OTAN, le contingent allemand étant le plus important dans cette brigade.

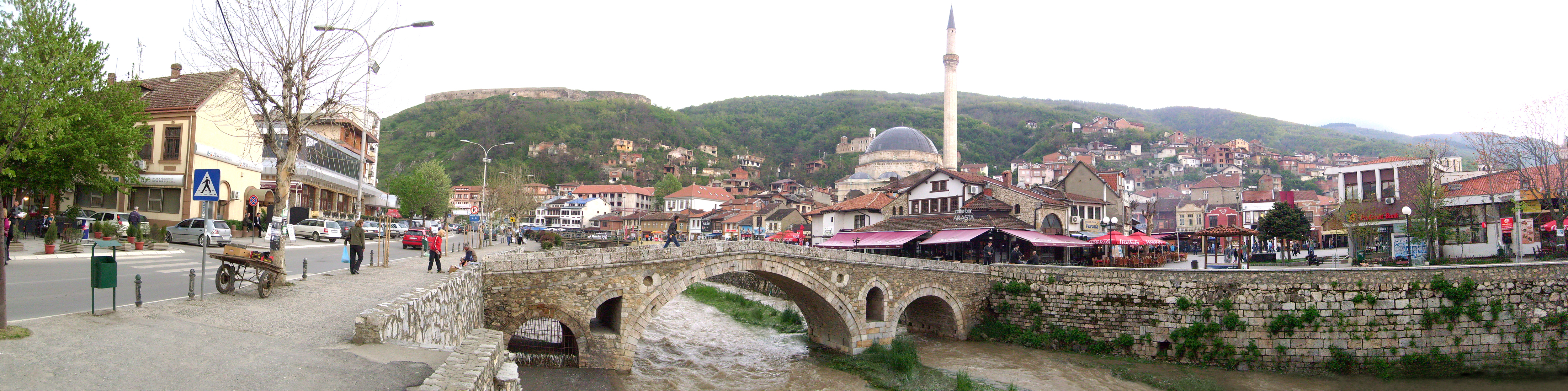
Vue de Prizren

## Jumelage
- Tirana (Albanie)